# Premiership Rugby 2001-2002
Premiership Rugby 2001-02 fu il 15º campionato nazionale inglese di rugby a 15 di prima divisione.
Si tenne dal 1º settembre 2001 al 12 maggio 2002 tra 12 squadre, che si incontrarono a girone unico.
Il torneo fu noto come Zurich Premiership a seguito di accordo di naming stipulato ad agosto 2000 con il gruppo assicurativo svizzero Zurich.
Il campionato fu caratterizzato da decisioni controverse assunte in corso di stagione: dapprima fu deciso che la squadra campione sarebbe emersa dalla vittoria nei play-off ma, di fronte alle proteste di Leicester e alle accusa del cambio di regole in corsa, si stabilì che i play-off avrebbero funto solo da qualificazione per le Coppe europee; parimenti, una norma introdotta a torneo inoltrato che imponeva rigidi parametri per l'impianto interno, il più rilevante dei quali causò la mancata promozione dalla seconda divisione del Rotherham che non aveva un accordo di gestione prioritaria del proprio stadio, sollevò numerose critiche alla luce del fatto che il club dello Yorkshire non era l'unico a dividere il terreno con un club calcistico proprietario del proprio impianto.
Leicester vinse il suo sesto titolo, quarto consecutivo, e appaiò Bath in testa al palmarès della Premiership; per effetto della mancata promozione del citato Rotheram, la squadra ultima in classifica, il Leeds Tykes, non fu retrocessa.
Il valore delle marcature, come stabilito dall’IRFB nel 1992, era: 5 punti per ciascuna meta (7 se trasformata), 3 punti per la realizzazione di ciascun calcio piazzato, idem per il drop.

## Squadre partecipanti
- Bath
- Bristol
- Gloucester
- Harlequins (Londra)
- Leeds Tykes
- Leicester
- London Irish (Londra)
- London Wasps (Londra)
- Newcastle (Newcastle upon Tyne)
- Northampton
- Sale Sharks (Sale)
- Saracens (Londra)

## Premiership

### Risultati
| Data       |                            | Risultato |
| ---------- | -------------------------- | --------- |
| 1-9-2001   | Gloucester – Northampton   | 22-9      |
| 1-9-2001   | Harlequins – London Irish  | 21-32     |
| 2-9-2001   | Newcastle – Leicester      | 19-16     |
| 2-9-2001   | Leeds – Bath               | 10-6      |
| 2-9-2001   | Bristol – Sale Sharks      | 25-35     |
| 2-9-2001   | Wasps – Saracens           | 12-8      |
|            |                            |           |
| Data       |                            | Risultato |
| 22-9-2001  | Leicester – Bath           | 48-9      |
| 22-9-2001  | Harlequins – Wasps         | 33-13     |
| 22-9-2001  | Sale Sharks – Gloucester   | 21-44     |
| 23-9-2001  | Bristol – Leeds            | 34-29     |
| 23-9-2001  | London Irish – Newcastle   | 18-22     |
| 23-9-2001  | Saracens – Northampton     | 25-20     |
|            |                            |           |
| Data       |                            | Risultato |
| 0-11-2001  | Northampton – Harlequins   | 13-13     |
| 10-11-2001 | Gloucester – Bristol       | 51-17     |
| 11-11-2001 | Bath – London Irish        | 19-11     |
| 11-11-2001 | Leeds – Leicester          | 37-16     |
| 11-11-2001 | Wasps – Newcastle          | 30-33     |
| 11-11-2001 | Saracens – Sale Sharks     | 26-25     |
|            |                            |           |
| Data       |                            | Risultato |
| 1-12-2001  | Gloucester – Leeds         | 58-17     |
| 1-12-2001  | Harlequins – Sale Sharks   | 16-23     |
| 2-12-2001  | Newcastle – Northampton    | 13-28     |
| 2-12-2001  | Bristol – Saracens         | 22-25     |
| 2-12-2001  | London Irish – Leicester   | 15-30     |
| 2-12-2001  | Wasps – Bath               | 23-10     |
|            |                            |           |
| Data       |                            | Risultato |
| 27-12-2001 | Leicester – Sale Sharks    | 33-10     |
| 29-12-2001 | Bath – Bristol             | 15-9      |
| 29-12-2001 | Gloucester – Newcastle     | 29-25     |
| 29-12-2001 | Northampton – London Irish | 24-15     |
| 30-12-2001 | Leeds – Wasps              | 18-28     |
| 30-12-2001 | Saracens – Harlequins      | 39-25     |
|            |                            |           |
| Data       |                            | Risultato |
| 23-2-3002  | Sale Sharks – Bath         | 20-14     |
| 23-2-3002  | Leicester - Northampton    | 17-6      |
| 23-2-3002  | Harlequins – Gloucester    | 6-18      |
| 24-2-3002  | Bristol – Newcastle        | 33-17     |
| 24-2-3002  | London Irish – Wasps       | 31-17     |
| 24-2-3002  | Saracens – Leeds           | 15-37     |
|            |                            |           |
| Data       |                            | Risultato |
| 30-3-2002  | Gloucester – Saracens      | 36-13     |
| 30-3-2002  | Bath – Northampton         | 11-29     |
| 31-3-2002  | Leeds – London Irish       | 24-29     |
| 31-3-2002  | Newcastle – Sale Sharks    | 30-10     |
| 31-3-2002  | Bristol – Harlequins       | 43-27     |
| 31-3-2002  | Wasps – Leicester          | 36-24     |
|            |                            |           |
| Data       |                            | Risultato |
| 19-4-2002  | Leicester – Leeds          | 31-10     |
| 19-4-2002  | Sale Sharks – Saracens     | 23-3      |
| 21-4-2002  | Bristol – Gloucester       | 40-41     |
|            |                            |           |
|            |                            |           |
|            |                            |           |
|            |                            |           |
| Data       |                            | Risultato |
| 8-5-2002   | Newcastle – London Irish   | 33-28     |
| 8-5-2002   | Sale Sharks – Leeds        | 35-20     |
| 8-5-2002   | Bristol – Northampton      | 27-37     |

| Data       |                            | Risultato |
| ---------- | -------------------------- | --------- |
| 8-9-2001   | Harlequins – Bristol       | 32-38     |
| 8-9-2001   | Saracens – Gloucester      | 34-30     |
| 8-9-2001   | Leicester – Wasps          | 45-15     |
| 8-9-2001   | Northampton – Bath         | 26-7      |
| 8-9-2001   | Sale Sharks – Newcastle    | 37-11     |
| 9-9-2001   | London Irish – Leeds       | 42-14     |
|            |                            |           |
| Data       |                            | Risultato |
| 13-10-2001 | Bath – Sale Sharks         | 20-17     |
| 13-10-2001 | Gloucester – Harlequins    | 33-7      |
| 13-10-2001 | Northampton – Leicester    | 11-21     |
| 14-10-2001 | Wasps – London Irish       | 15-20     |
| 14-10-2001 | Leeds – Saracens           | 27-14     |
| 14-10-2001 | Newcastle – Bristol        | 37-20     |
|            |                            |           |
| Data       |                            | Risultato |
| 16-11-2001 | Harlequins – Saracens      | 43-6      |
| 17-11-2001 | Sale Sharks – Leicester    | 3-37      |
| 18-11-2001 | Wasps – Leeds              | 64-14     |
| 18-11-2001 | Newcastle – Gloucester     | 18-16     |
| 18-11-2001 | Bristol – Bath             | 31-17     |
| 18-11-2001 | London Irish – Northampton | 48-12     |
|            |                            |           |
| Data       |                            | Risultato |
| 8-12-2001  | Sale Sharks – London Irish | 19-19     |
| 8-12-2001  | Bath – Gloucester          | 12-9      |
| 8-12-2001  | Leicester – Bristol        | 26-19     |
| 8-12-2001  | Northampton – Wasps        | 23-10     |
| 8-12-2001  | Saracens – Newcastle       | 19-24     |
| 8-12-2001  | Leeds – Harlequins         | 23-18     |
|            |                            |           |
| Data       |                            | Risultato |
| 26-1-2002  | Harlequins – Northampton   | 16-24     |
| 27-1-2002  | Newcastle – Wasps          | 22-23     |
|            |                            |           |
|            |                            |           |
|            |                            |           |
|            |                            |           |
|            |                            |           |
| Data       |                            | Risultato |
| 9-3-2002   | Bath – Leicester           | 9-27      |
| 9-3-2002   | Gloucester – Sale Sharks   | 42-14     |
| 10-3-2002  | Leeds – Bristol            | 24-6      |
|            |                            |           |
|            |                            |           |
|            |                            |           |
|            |                            |           |
| Data       |                            | Risultato |
| 10-4-2002  | Wasps – Gloucester         | 44-9      |
| 10-4-2002  | London Irish – Bath        | 31-15     |
|            |                            |           |
|            |                            |           |
|            |                            |           |
|            |                            |           |
|            |                            |           |
| Data       |                            | Risultato |
| 26-4-2002  | Wasps – Harlequins         | 16-6      |
| 27-4-2002  | Northampton – Saracens     | 52-27     |
| 28-4-2002  | Newcastle – Bath           | 36-9      |
|            |                            |           |
|            |                            |           |
|            |                            |           |
|            |                            |           |
| Data       |                            | Risultato |
| 12-5-2002  | Bath – Wasps               | 22-24     |
| 12-5-2002  | Leeds – Gloucester         | 17-50     |
| 12-5-2002  | Leicester – London Irish   | 34-16     |
| 12-5-2002  | Northampton – Newcastle    | 24-19     |
| 12-5-2002  | Sale Sharks – Harlequins   | 40-11     |
| 12-5-2002  | Saracens – Bristol         | 26-28     |

| Data       |                            | Risultato |
| ---------- | -------------------------- | --------- |
| 15-9-2001  | Bath – Saracens            | 20-27     |
| 15-9-2001  | Gloucester – Leicester     | 18-40     |
| 16-9-2001  | Leeds – Northampton        | 6-26      |
| 16-9-2001  | Newcastle – Harlequins     | 6-6       |
| 16-9-2001  | Bristol – London Irish     | 19-19     |
| 16-9-2001  | Wasps – Sale Sharks        | 21-40     |
|            |                            |           |
| Data       |                            | Risultato |
| 20-10-2001 | Sale Sharks – Northampton  | 34-14     |
| 20-10-2001 | Leicester – Saracens       | 36-10     |
| 20-10-2001 | Harlequins – Bath          | 15-8      |
| 21-10-2001 | Newcastle – Leeds          | 19-8      |
| 21-10-2001 | Bristol – Wasps            | 43-22     |
| 21-10-2001 | London Irish – Gloucester  | 19-15     |
|            |                            |           |
| Data       |                            | Risultato |
| 22-11-2001 | Saracens – London Irish    | 13-55     |
| 23-11-2001 | Gloucester – Wasps         | 43-13     |
| 23-11-2001 | Leicester – Harlequins     | 23-18     |
| 25-11-2001 | Bath – Newcastle           | 24-9      |
| 25-11-2001 | Leeds – Sale Sharks        | 20-47     |
| 25-11-2001 | Northampton – Bristol      | 20-23     |
|            |                            |           |
| Data       |                            | Risultato |
| 22-12-2001 | Harlequins – Leicester     | 21-38     |
| 23-12-2001 | London Irish – Saracens    | 30-23     |
|            |                            |           |
|            |                            |           |
|            |                            |           |
|            |                            |           |
|            |                            |           |
| Data       |                            | Risultato |
| 9-2-2002   | Bath – Harlequins          | 18-9      |
| 9-2-2002   | Gloucester – London Irish  | 29-22     |
| 9-2-2002   | Northampton – Sale Sharks  | 10-20     |
| 9-2-2002   | Saracens – Leicester       | 7-48      |
| 10-2-2002  | Leeds – Newcastle          | 9-19      |
| 10-2-2002  | Wasps – Bristol            | 34-16     |
|            |                            |           |
| Data       |                            | Risultato |
| 16-3-2002  | Leicester – Gloucester     | 27-10     |
| 16-3-2002  | London Irish – Bristol     | 24-13     |
| 16-3-2002  | Harlequins – Newcastle     | 33-19     |
| 16-3-2002  | Northampton – Leeds        | 34-14     |
| 16-3-2002  | Sale Sharks – Wasps        | 27-22     |
| 17-3-2002  | Saracens – Bath            | 33-11     |
|            |                            |           |
| Data       |                            | Risultato |
| 13-4-2002  | Bath – Leeds               | 23-12     |
| 13-4-2002  | Northampton – Gloucester   | 58-21     |
| 13-4-2002  | Leicester – Newcastle      | 20-12     |
| 13-4-2002  | Sale Sharks – Bristol      | 53-47     |
| 14-4-2002  | London Irish – Harlequins  | 18-18     |
| 14-4-2002  | Saracens – Wasps           | 14-20     |
|            |                            |           |
| Data       |                            | Risultato |
| 3-5-2002   | Harlequins – Leeds         | 40-16     |
| 4-5-2002   | Gloucester – Bath          | 68-12     |
| 4-5-2002   | Wasps – Northampton        | 17-6      |
| 5-5-2002   | Newcastle – Saracens       | 47-18     |
| 5-5-2002   | Bristol – Leicester        | 38-21     |
| 5-5-2002   | London Irish – Sale Sharks | 32-36     |
|            |                            |           |

### Classifica
| Pos | Squadra      | G  | V  | N | P  | PF  | PS  | DP   | BMP | Pt |
| --- | ------------ | -- | -- | - | -- | --- | --- | ---- | --- | -- |
| 1   | Leicester    | 22 | 18 | 0 | 4  | 658 | 349 | +309 | 11  | 83 |
| 2   | Sale Sharks  | 22 | 14 | 1 | 7  | 589 | 517 | +72  | 11  | 69 |
| 3   | Gloucester   | 22 | 14 | 0 | 8  | 692 | 485 | +207 | 12  | 68 |
| 4   | London Irish | 22 | 11 | 3 | 8  | 574 | 465 | +109 | 7   | 57 |
| 5   | Northampton  | 22 | 12 | 1 | 9  | 506 | 426 | +80  | 6   | 56 |
| 6   | Newcastle    | 22 | 12 | 1 | 9  | 490 | 458 | +32  | 6   | 56 |
| 7   | London Wasps | 22 | 12 | 0 | 10 | 519 | 507 | +12  | 6   | 54 |
| 8   | Bristol      | 22 | 9  | 1 | 12 | 591 | 632 | −41  | 12  | 50 |
| 9   | Harlequins   | 22 | 5  | 3 | 14 | 434 | 507 | −73  | 9   | 35 |
| 10  | Saracens     | 22 | 7  | 0 | 15 | 425 | 671 | −246 | 6   | 34 |
| 11  | Bath         | 22 | 7  | 0 | 15 | 311 | 524 | −213 | 5   | 33 |
| 12  | Leeds Tykes  | 22 | 6  | 0 | 16 | 406 | 654 | −248 | 4   | 28 |

## Zurich Championship
|  | Quarti di finale | Quarti di finale | Quarti di finale |             |              | Semifinali   | Semifinali | Semifinali |  |  | Finale | Finale | Finale |  |
|  |                  |                  |                  |             |              |              |            |            |  |  |        |        |        |  |
|  | 1                | Leicester        | 13               |             |              |              |            |            |  |  |        |        |        |  |
|  | 1                | Leicester        | 13               |             |              |              |            |            |  |  |        |        |        |  |
|  | 8                | Bristol          | 27               |             |              |              |            |            |  |  |        |        |        |  |
|  | 8                | Bristol          | 27               |             | Bristol      | Bristol      | 32         |            |  |  |        |        |        |  |
|  |                  |                  |                  |             | Bristol      | Bristol      | 32         |            |  |  |        |        |        |  |
|  |                  |                  | Northampton      | Northampton | 24           |              |            |            |  |  |        |        |        |  |
|  | 4                | London Irish     | Northampton      | Northampton | 24           | 14           |            |            |  |  |        |        |        |  |
|  | 4                | London Irish     |                  |             |              |              |            |            |  |  |        |        |        |  |
|  | 5                | Northampton      | 38               |             |              |              |            |            |  |  |        |        |        |  |
|  | 5                | Northampton      | 38               |             | Bristol      | Bristol      | 23         |            |  |  |        |        |        |  |
|  |                  |                  |                  |             |              |              |            |            |  |  |        |        |        |  |
|  |                  |                  | Gloucester       | Gloucester  | 28           |              |            |            |  |  |        |        |        |  |
|  | 2                | Sale Sharks      | Gloucester       | Gloucester  | 28           | 43           |            |            |  |  |        |        |        |  |
|  | 2                | Sale Sharks      |                  |             |              |              |            |            |  |  |        |        |        |  |
|  | 7                | London Wasps     | 33               |             |              |              |            |            |  |  |        |        |        |  |
|  | 7                | London Wasps     | 33               |             | London Wasps | London Wasps | 11         |            |  |  |        |        |        |  |
|  |                  |                  |                  |             | London Wasps | London Wasps | 11         |            |  |  |        |        |        |  |
|  |                  |                  | Gloucester       | Gloucester  | 33           |              |            |            |  |  |        |        |        |  |
|  | 3                | Gloucester       | Gloucester       | Gloucester  | 33           | 60           |            |            |  |  |        |        |        |  |
|  | 3                | Gloucester       |                  |             |              |              |            |            |  |  |        |        |        |  |
|  | 6                | Newcastle        | 9                |             |              |              |            |            |  |  |        |        |        |  |

### Finale
| Arbitro: | Roy Maybank (Londra) |

|                  |      |             |
| Pichot Johnstone | mt   | Boer        |
| F. Contepomi (2) | tr   | Mercier     |
| F. Contepomi (3) | c.p. | Mercier (7) |

## Verdetti
- Leicester: Campione d'Inghilterra.
- Leicester, Sale Sharks, Gloucester, London Irish, Northampton, Bristol: qualificate alla Heineken Cup 2002-03
- Newcastle, London Wasps: qualificate alla Challenge Cup 2002-03